# Ingrid Winterbach
Ingrid Winterbach (* 14. Februar 1948 in Johannesburg; geboren als Ingrid Gerda Winterbach, bürgerlicher Name Ingrid Gerda Gouws, Pseudonym Lettie Viljoen) ist eine südafrikanische Schriftstellerin und bildende Künstlerin. Sie schreibt auf Afrikaans und erhielt zahlreiche südafrikanische Literaturpreise.

## Leben
Ingrid Winterbach besuchte die Florida High School in Johannesburg. Anschließend studierte sie Afrikaans, Niederländisch und Kunst (Fine Arts) an der Witwatersrand-Universität in Johannesburg. Bei D. J. Opperman an der Universität Stellenbosch erwarb sie einen Masterabschluss. In der Folge arbeitete sie als Lehrerin in Louis Trichardt und Johannesburg, als Journalistin für die Tageszeitung Die Burger in Kapstadt sowie als Dozentin im Department of Creative Arts an der Universität Stellenbosch. Von dort wechselte sie auf eine Dozentenstelle für Afrikaans und Niederländisch an der Universität von Natal in Durban. Bis 1996 schrieb sie unter ihrem Pseudonym Lettie Viljoen. Ab 2002 widmete sie sich ausschließlich der Karriere als Schriftstellerin und Malerin. 
Sie ist mit dem Maler Andries Gouws verheiratet und lebt mit ihm in Stellenbosch. Zusammen haben sie zwei Töchter.
2004 erhielt Winterbach mit dem Hertzogprys für Prosa den wichtigsten Preis für Literatur auf Afrikaans. Den Preis gewann sie erneut im Jahr 2013.

## Werke

### Als Lettie Viljoen
- 1984: Klaaglied vir Koos
- 1986: Erf
- 1990: Belemmering
- 1993: Karolina Ferreira
- 1996: Landskap met vroue en slang

### Als Ingrid Winterbach
- 1999: Buller se plan
- 2002: Niggie
- 2006: Die boek van toeval en toeverlaat
- 2010: Die Benederyk
- 2012: Die aanspraak van lewende wesens
- 2015: Vlakwater

### Dramen
- Spyt, 2010 von Winterbachs Tochter Brink Scholtz aufgeführt[1]

## Auszeichnungen
- 2000: WA Hofmeyrprys – Buller se plan
- 2004: Hertzogprys für Prosa – Niggie
- 2007: WA Hofmeyrprys – Die boek van toeval en toeverlaat
- 2013: WA Hofmeyrprys – Die aanspraak van lewende wesens
- 2013 Hertzogprys für Prosa – Die aanspraak van lewende wesens